# Maccabi Brno
Il Maccabi Brno (o Makkabi Brno) fu una società calcistica ebraica con sede nella città ceca di Brno.

## Storia

### Ascesa
Agli inizi del XX secolo vennero fondate diverse società sportive ebraiche, tra le quali il VAC Budapest e l'Hakoah Vienna. Questa tendenza fu forte in particolare nella Mitteleuropa ed il Maccabi Brno fu un altro dei suoi frutti. Tali società si rifacevano alle teorie di Max Nordau del Muskeljudentum ed avevano lo scopo di favorire l'educazione fisica ed il perfezionamento muscolare della "razza" ebraica, al fine di meglio attuare gli obiettivi del sionismo.
Pur essendo il Maccabi Brno una polisportiva, la sua sezione calcistica divenne subito quella preminente e cominciò ad attirare giocatori anche da fuori la Cecoslovacchia, in particolare a Budapest e a Vienna. Il primo calciatore di una certa fama a militare nel Maccabi Brno fu Alexander Neufeld, che si rifugiò lì nel 1921 per sfuggire ad una squalifica comminatagli dalla Federazione austriaca. A quell'epoca il Maccabi non risultava inserito nel sistema dei campionati cecoslovacchi, ma disputava amichevoli tutto l'anno raccogliendo anche buoni risultati come un pareggio contro lo Sparta Praga.
Nel 1922 il club investì forti somme per ampliare gli impianti sportivi e ciò portò ad alcuni problemi di natura finanziaria, che lo costrinsero a rinunciare all'apporto dei giocatori stranieri. I risultati ottenuti con i soli giocatori formati internamente furono però scarsi e alla fine dell'anno la squadra riuscì ad ottenere un finanziamento da parte di alcuni industriali che le permise di tornare ad attrarre giocatori di prima fascia.
Il primo dei nuovi acquisti fu il nazionale ungherese Gyula Feldmann, a cui venne affidata anche la panchina della squadra. Grazie ai generosi finanziamenti seguirono poi gli arrivi di altri importanti calciatori ungheresi, come Rezső Nikolsburger ed Ernő Schwarz. Questo creò diversi attriti fra la Federazione ungherese ed il Maccabi, in quanto i giocatori da questo acquistati spesso abbandonavano le loro squadre d'origine senza tenere conto dei contratti che li legavano ad esse.
Il Maccabi finì così per diventare una squadra di professionisti, ormai lontana dalle sue radici politiche. Composto quasi interamente da giocatori provenienti dall'Ungheria, si fece la controversa fama di una squadra di "mercenari". Il Maccabi continuò a girare l'Europa in diversi tour, raccogliendo importanti successi come una vittoria per 3-1 contro il Real Madrid.
Gli arrivi di Ferenc Hirzer, Árpád Weisz e Gábor Obitz rafforzarono ulteriormente la squadra, che nel 1923 riuscì ad imporsi per 4-1 a Vienna contro il Rapid e a battere in altre amichevoli Juventus e Sparta Praga. Avevano quindi raggiunto il livello tecnico di un top team europeo, tanto da riuscire a pareggiare per 1-1 anche contro la Nazionale italiana. Il Maccabi costituì anche un buon esempio di integrazione in anni di forte antisemitismo, riuscendo a conquistarsi diverse attenzioni dalla stampa di tutta Europa.

### Caduta
La situazione però non poteva durare, in quanto il suo status peculiare gli inimicava molti organi ufficiali di governo del calcio. Il club venne richiamato dalla Federazione cecoslovacca, in quanto il desiderio di rafforzarsi l'aveva portato ad accettare tra le sue file anche giocatori gentili, come Hirzer ed Obitz. In seguito alla minaccia di espulsione il Maccabi dovette lasciar partire tutti i giocatori cristiani, ritrovandosi notevolmente indebolito.
In seguito alle Olimpiadi del 1924 il Maccabi trovò un nuovo nemico. La Nazionale ungherese, composta in parte da giocatori del Maccabi, venne infatti eliminata prematuramente dal torneo nonostante le grandi aspettative e l'associazione ebraica fu accusata da alcuni parlamentari di essere una delle cause della debacle.
Anche l'allenatore Feldmann lasciò la squadra, a cui nell'estate del 1924 venne vietato un tour in Scandinavia. Messo alle strette, il club decise allora di rinunciare al professionismo per tornare ad essere un'associazione completamente amatoriale. Molti suoi ex giocatori, specialmente ungheresi, cercarono di mantenere in vita la squadra ed il loro status di professionisti andando a formare il Blue Star Brno, che nel 1925 presentò domanda di adesione al neonato campionato professionistico cecoslovacco ma ne venne respinto.
Impossibilitati a tornare a giocare in patria, dove il calcio era ancora dilettantesco ed i professionisti venivano sanzionati, i giocatori ungheresi della squadra si trovarono in gravi difficoltà. La situazione finanziaria divenne critica e costrinse il Blue Star a fondersi con il club ceco-tedesco SK Brno; l'operazione portò nuova liquidità e permise alla squadra di continuare a disputare amichevoli fino al luglio del 1925, quando poi venne definitivamente sciolta per l'impossibilità di pagare gli stipendi.
Il Maccabi Brno continuò invece la sua attività unicamente a livello locale fino al 1939, quando venne sciolto dagli occupanti tedeschi. Rifondato nel 1945, le autorità comuniste lo cancellarono nuovamente nel 1950.